# Vértesaljai László

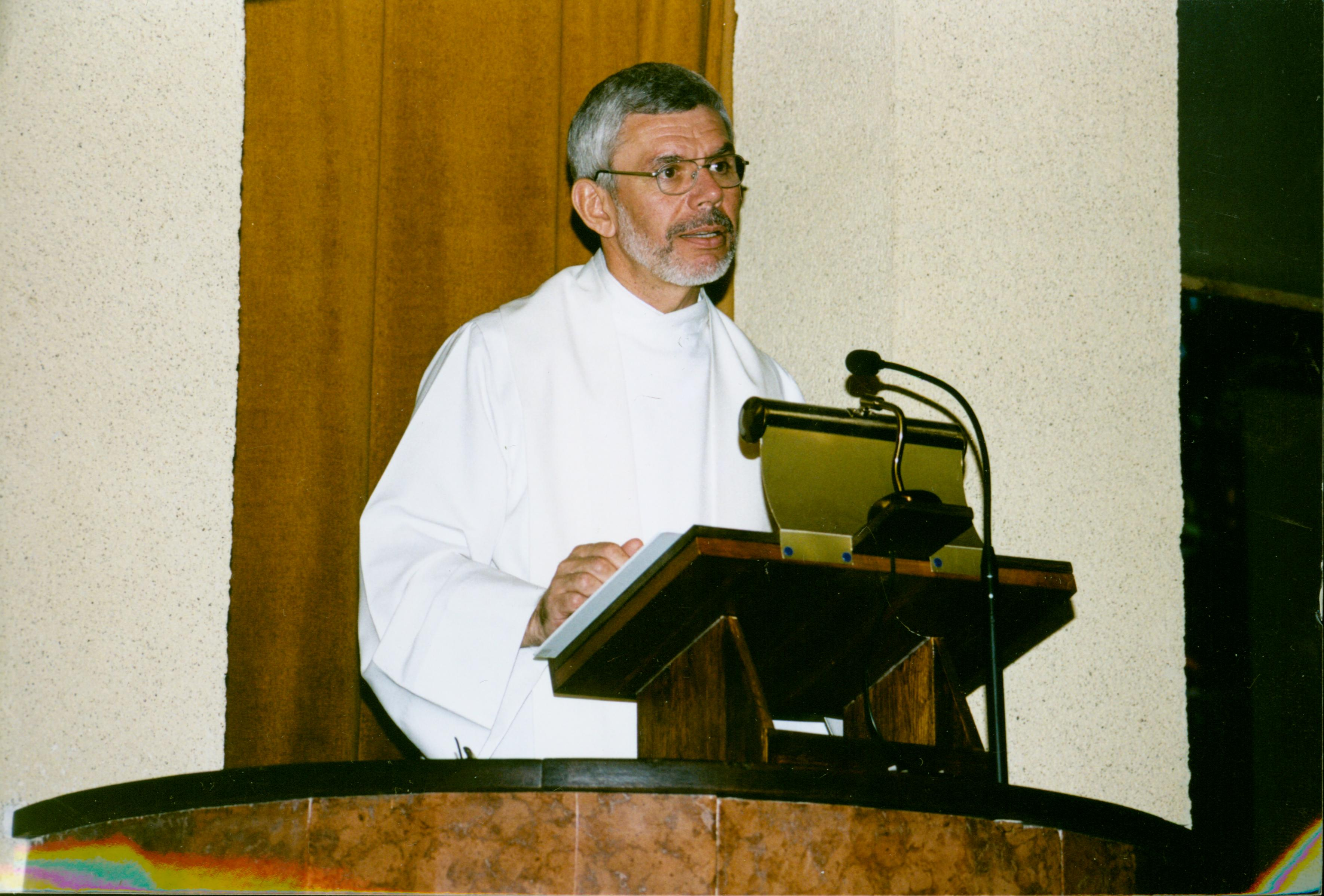
Vértesaljai László

Vértesaljai László (Tapolca, 1953. október 20. –) jezsuita lelkész.

## Életpályája
1982-ben szentelték pappá; tanulmányait Rómában a Collegium Germanicum et Hungaricumon és a Gregoriana Pápai Egyetemen folytatta. 1992-ben csatlakozott a jezsuita rendhez, majd 1994-ben a budapesti Szent Ignác Jezsuita Szakkollégium igazgató-lelkésze lett. Ezután ismét Rómában, a Vatikáni Rádió magyar nyelvű adásainak a szerkesztője lett, valamint a Collegium Germanicum et Hungaricum magyar lelkésze.
2005 és 2014 között a budapesti Jézus Szíve Jezsuita Templom igazgatója és a Fáber Péter rendház elöljárója volt.
Jelenleg (2021) a Vatikáni Rádió magyar adásainak szerkesztője.
Rendszeresen publikál, írásai a Vatikáni Rádió weboldalán illetve a magyar jezsuiták honlapján is megtalálhatók.